# Structurile comunitare consultative
Structurile comunitare consultative sunt definite prin prin Legea 272/2004 și HG 49/2011 reprezentând grupuri informale de susținere a activităților de protecție socială. Legea 272/2004, cu modificările ulterioare, prevede obligația autorităților administrației publice locale de a implica colectivitatea locală în procesul de identificare a nevoilor comunității și de a soluționa la nivel local problemele sociale care privesc copiii. În acest scop este prevăzută înființarea de structuri comunitare consultative (SCC) (art. 103 din Legea nr. 272/2004, cu modificările ulterioare). 

## Misiune
SCC au misiunea de a promova respectarea drepturilor copilului din respectivele unități administrativ-teritoriale în colaborare cu Autoritățile tutelare, și DGASPC-urile județene.

## Componență
Membrii SCC sunt cetățeni ai comunității, lideri formali și informali, care doresc să se implice ca voluntari în procesul de intervenție în vederea rezolvării problemelor comunității: consilierii locali, preotul (indiferent de religie) și/sau profesorul de religie, polițistul de proximitate, medicul de familie și/sau medicul pediatru, consilierul școlar, directorul de școală și/sau diriginții, președintele unei asociații de locatari, reprezentantul oricărei alte asociații din comunitate (religioase, de tineret, a femeilor, a minorităților etc.), foștii beneficiari ai serviciilor sociale, reprezentantul mass-media local, operatorii economici/oamenii de afaceri, liderii grupurilor etnice comunitare.
SCC recomandă către DGASPC sau SPAS-ului din localitate luarea unor măsuri pentru soluționarea anumitor cazuri prin acordarea unor servicii, precum și prin acțiuni de prevenire a abuzurilor asupra copiilor (abuzuri sexuale, fizice sau emoționale), a neglijării (fizice, medicale sau educaționale)  a exploatării economice a copiilor (prin muncă sub limita legală, prin cerșetorie, etc.), a exploatării sexuale și atraficului de copii. 
Acțiunile preventive pot fi: 
1. informarea membrilor comunității cu privire la această problematică (în cadrul "școlii părinților" sau a grupurilor/familiilor de sprijin);
2. identificarea și propunerea de soluții concrete pentru copiii aflați la risc de exploatare prin muncă, exploatare sexuală și trafic de copii (centre de zi, centre de consiliere și sprijin);
3. facilitarea accesului familiilor vulnerabile la serviciile de sprijin existente;
4. semnalarea către DGASPC a cazurilor de copii victime.

## Organizațiile implicate în protecția copiilor
- DGASPC - Direcția Generală de Asistență Socială și Protecția Copilului
- ANPDC - Autoritatea Națională pentru Protecția Drepturilor Copilului
- SCC - Structurile comunitare consultative
- SPAS - Serviciile publice de asistență socială
- Autoritatea tutelară

## Exemple de structuri consultative locale
- http://www.primariabrastavatu.judetulolt.ro/hotarari/2009/hot-014%232009.pdf%5Bnefuncțională%5D